# Provincia di Bac Giang
Bac Giang (vietnamita: Bắc Giang) è una provincia del Vietnam, della regione di Dong Bac. Occupa una superficie di 3895.93 km² e ha una popolazione di 1.922.700 abitanti. 
La capitale provinciale è Bắc Giang.

## Distretti
Di questa provincia fanno parte la città di Bắc Giang, municipalità autonoma, e i distretti:
- Hiệp Hòa
- Lạng Giang
- Lục Nam
- Lục Ngạn
- Sơn Động
- Tân Yên
- Việt Yên
- Yên Dũng
- Yên Thế